# Elżbieta Sommer

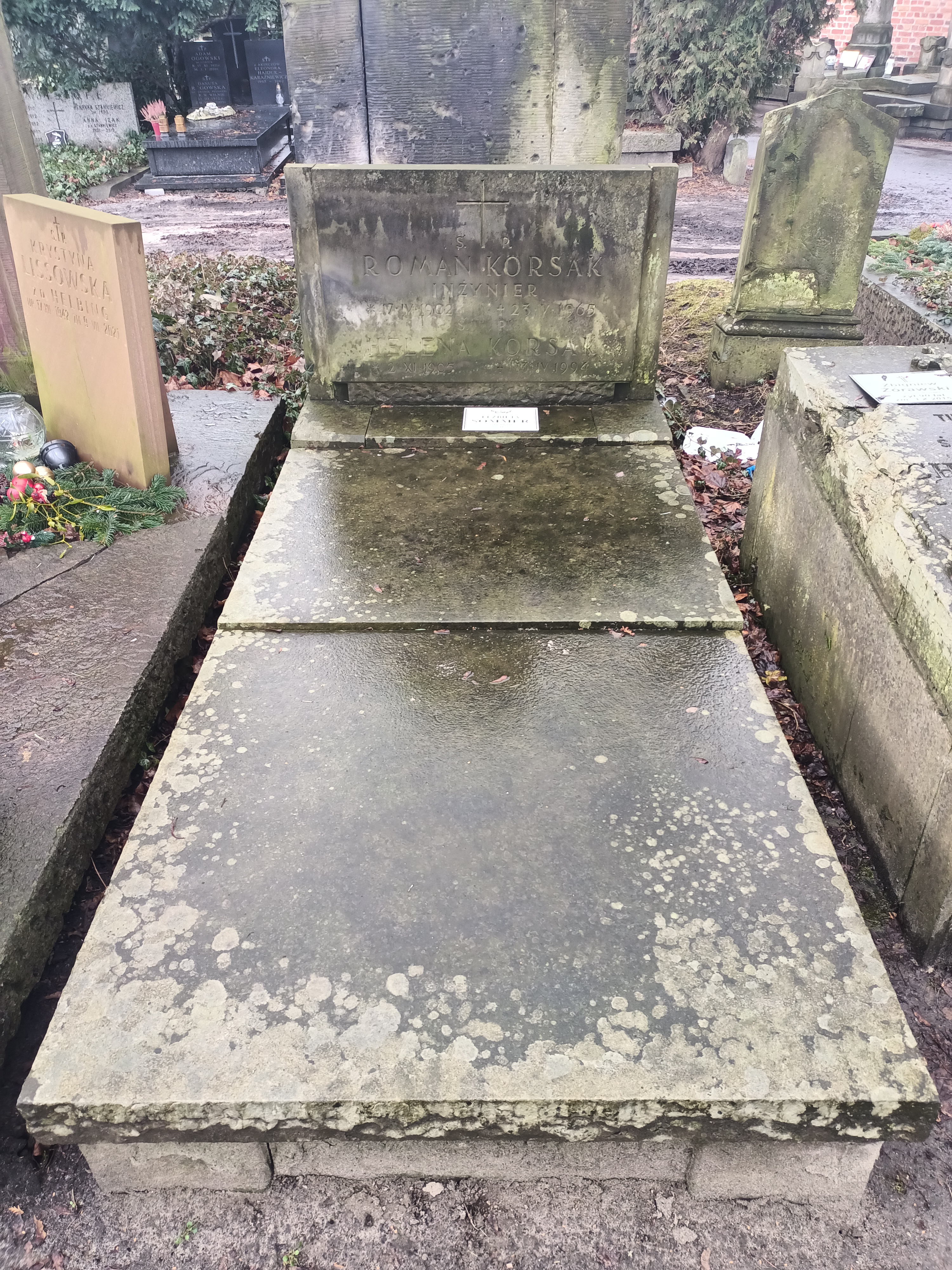
Grób Elżbiety Sommer na Cmentarzu Powązkowskim

Elżbieta Sommer, ps. „Chmurka” (ur. 1936, zm. 7 grudnia 2023) – polska synoptyczka i prezenterka prognozy pogody w Telewizji Polskiej.

## Życiorys
Pracę w telewizji rozpoczęła w 1957, przechodząc z Dowództwa Wojsk Lotniczych, gdzie pełniła funkcję inspektora (jak sama przyznała w wywiadzie opublikowanym na stronach Retro TVP: „liczyła karabiny przeciwlotnicze”). Pracowała także w Instytucie Meteorologii i Gospodarki Wodnej – Państwowym Instytucie Badawczym.
Od 1963 pracowała w telewizji jako pogodynka, najpierw w duecie z Czesławem „Wicherkiem” Nowickim, potem stała się jego następczynią. W latach 60. równocześnie studiowała zaocznie na Wydziale Biologii i Nauki o Ziemi Uniwersytetu w Poznaniu. Odeszła na emeryturę w lipcu 2004.
2 listopada 1999 została odznaczona Krzyżem Kawalerskim Orderu Odrodzenia Polski.

### Życie prywatne
Córka Romana. Miała córkę Magdalenę.
Zmarła 7 grudnia 2023 w wieku 87 lat. Została pochowana na cmentarzu Powązkowskim w Warszawie.

## Odniesienia w kulturze
Elżbieta Sommer została wspomniana w utworze „Stan pogody” z albumu Dziękuję, nie tańczę Anny Jurksztowicz z 1987 roku:
Może tak już dziś do Chmurki wysłać list, Prywatne lekcje wziąć, w końcu wiedzieć
Wspominał o niej również Jacek Kleyff w piosence "Telewizja" z 1972 r., wykonywanej później przez Kubę Sienkiewicza w albumie Źródło (1998):
Usia-siusia, Cepeliada, w ogródeczku panna Mania, Chmurka się przejęzyczyła, jaja nie do wytrzymania